# Irische Vorausscheidungen zum Eurovision Song Contest

## You’re a star
In den Jahren 2003, 2004 und 2005 wurden die irischen Kandidaten durch die Castingshow You’re a star gefunden.

## Vorausscheidung 2006
Am 14. November 2005 gab Irland als erstes Land seinen Teilnehmer für den Eurovision Song Contest 2006 bekannt. Das irische Fernsehen wählte den Sänger Brian Kennedy aus, das Land im Mai 2006 in Athen zu vertreten.
Am 17. Februar 2006 entschieden die Fernsehzuschauer der Late Late Show, dass Kennedy das von ihm selbst komponierte Lied Every Song is a Cry for Love in Athen singen würde. Es standen drei Titel zur Wahl.

## Vorausscheidung 2007
Für 2007 wiederholt das irische Fernsehen das Vorjahreskonzept. Nominiert wurde die Folk-Gruppe Dervish; bis zum 8. Januar 2007 konnten Autoren Titel einreichen, aus denen dann eine Jury die vier Lieder auswählte, die am 16. Februar 2007 in der Late Late Show präsentiert wurden. Die Auswahl erfolgte dann durch die Fernsehzuschauer per Televoting und SMS.
Es gewann der Titel They Can’t Stop The Spring vor Until We Meet Again, Walk With Me und The Thought Of You.

## Vorentscheidung 2008
Siehe Eurosong.